# Heurteauville
 Heurteauville  es una población y comuna francesa, en la región de Normandía, departamento de Sena Marítimo, en el distrito de Ruan y cantón de Caudebec-en-Caux.

## Demografía
| 542 | 456 | 395 | 390 | 396 | 391 | 352 | 323 | 302 | 347 | 346 | 332 | 338 | 402 | 418 | 377 | 309 | 288 | 286 | 269 | 304 | 305 | 308 | 307 | 315 | 323 | 331 | 343 | 345 | 337 | 327 |
| Para los censos de 1962 a 1999 la población legal corresponde a la población sin duplicidades (Fuente: INSEE [Consultar]) |     |     |     |     |     |     |     |     |     |     |     |     |     |     |     |     |     |     |     |     |     |     |     |     |     |     |     |     |     |     |